# Andy Sutcliffe
Andrew Sutcliffe, detto Andy (Mildenhall, 9 maggio 1947 – Pluckley, 13 luglio 2015), è stato un pilota di Formula 1 britannico.
Disputò un discreto Campionato Europeo di Formula 2 nella stagione 1974, per il Brian Lewis Racing; ottenendo anche un terzo posto (4 punti) al Gran Premio cittadino di Pau.
Chiuse quella stagione al decimo posto della classifica, con 7 punti in totale.
Iscritto al Gran Premio di Gran Bretagna 1977 con una March privata del team RAM non riuscì a superare le pre-qualifiche.

## Risultati in F1
| 1977 | Scuderia | Vettura |  |  |  |  |  |  |  |  |  |     |  |  |  |  |  |  |  | Punti | Pos. |
| ---- | -------- | ------- |  |  |  |  |  |  |  |  |  | --- |  |  |  |  |  |  |  | ----- | ---- |
| 1977 | March    | 761     |  |  |  |  |  |  |  |  |  | NPQ |  |  |  |  |  |  |  | 0     |      |

| Legenda | 1º posto     | 2º posto | 3º posto    | A punti         | Senza punti/Non class.  | Grassetto – Pole position Corsivo – Giro più veloce |
| Legenda | Squalificato | Ritirato | Non partito | Non qualificato | Solo prove/Terzo pilota | Grassetto – Pole position Corsivo – Giro più veloce |